# سیارک ۲۳۷۸
سیارک ۲۳۷۸ (به انگلیسی: 2378 Pannekoek، نامگذاری:1935CY) دو هزار و سیصد و هفتاد و هشتمین سیارک کشف شده‌است که در ۱۳ فوریه ۱۹۳۵ کشف شد.
قدر مطلق سیارک برابر ۱۰٫۷۰ است.